# Psammophis leightoni
Psammophis leightoni är en ormart som beskrevs av Boulenger 1902. Psammophis leightoni ingår i släktet Psammophis och familjen snokar.
Denna orm förekommer i Afrika från sydvästra Angola, norra Namibia och Botswana till Sydafrika. Arten vistas i savanner, i buskskogar (fynbos) och i halvöknar. Honor lägger ägg.
Beståndet hotas regionalt av savannens omvandling till jordbruksmark. Hela populationen antas vara stabil. IUCN listar arten som livskraftig (LC).

## Underarter
Arten delas in i följande underarter:
- P. l. leightoni
- P. l. namibensis
- P. l. trinasalis